# 大村氏
大村氏是一个以肥前国彼杵郡为核心的日本氏族，在战国时代曾是九州地区信奉基督教的大名之一。江户时代，该家族统治着大村藩，位于今日的长崎县大村市，石高为27000石。明治维新后，末代藩主大村纯熙之子大村纯雄名列大名华族，爵位为子爵。于1891年升格为伯爵。

## 家族起源
根据姓氏学者考据，大村这一苗字来源颇多，因而对于大村氏起源于何地并无清晰的证据，而大村氏的族谱则认为其祖先为藤原忠澄，他在1185年受封彼杵郡，后改姓大村。

## 战国时代以前的大村氏
在12世纪的元日战争中大村氏和其他九州豪族一样曾出兵参与防守。
在南北朝时期，大村氏加入南朝一方，同邻近的少贰氏有多次冲突。

## 战国时代的大村氏
大村氏在15世纪中叶后曾一度被邻近的同族大名有马氏压制，后在大村纯伊时期两族和解，纯伊之子大村纯前迎娶有马氏家族有马尚鉴之女，自此两族建立了牢固的同盟。
在1561年，邻近港口平户爆发了本地人和葡萄牙商人的冲突，导致当时西方商人和传教士们不愿意前往平户进行贸易和传道。次年，时任大村氏家督大村纯忠决定邀请耶稣会传教士前往自己的港口横濑浦并提供低价的食宿。此后，大量传教士和商人来到横濑浦，受到涌入的基督教影响的大村纯忠也随即受洗改信基督。此后，大村纯忠颁布了一系列倾向于基督教徒的政策，包括禁止非基督徒居住于横濑浦港区以及对西方商人10年内的关税减免等。同时，他还对本地的寺庙与神社进行破坏，这些行为引起了本地的暴动。
1572年，大村纯忠之弟后藤贵明背叛大村氏，同邻近领主松浦隆信一同奇袭了大村氏的居城三城城，部队大约有1500人，大村纯忠仅有70-80人的一门众和亲卫队死守直到援军赶来。
此后，大村氏一度臣服于邻近强权的龙造寺隆信，家督继承人大村喜前也曾被作为人质给予龙造寺氏，在1584年龙造寺隆信战死后，大村氏为了避免被攻击选择臣服于如日中天的岛津氏。
1582年，大村氏与同为吉利支丹大名的大友氏、有马氏共同向罗马教廷派遣了由4名信奉天主教的少年组成的使团（天正遣欧少年使节）。
1587年，大村氏在丰臣秀吉征伐九州时选择加入秀吉一边，领地因此在战后得以保全。同年，时任家督大村喜前积极响应丰臣秀吉颁布的伴天连追放令，驱逐了领地内所有的传教士。。此后，大村氏在文禄·庆长之役中作为第一军团成员跟随小西行长参战。
1600年关原之战前夕，大村喜前同邻近大名松浦镇信、有马晴信和五岛玄雅商议后决定加入德川家康统领的东军，战后本领安堵。

## 江户时代的大村氏
大村氏在江户时代统领着大村藩。17世纪早期，原先信奉基督教的大村藩改信日莲宗，并对领内的基督徒进行了一系列的压制行为，包括鼓励领民揭发基督徒、处决传教士和推广佛教，因此有传言认为前两代藩主大村喜前和大村纯赖均死于愤怒的基督徒的毒杀。
1650年，由于第3代藩主大村纯信去世后没有子嗣，他的小舅伊丹纯长继承藩主之位并改姓大村。
虽然大村氏在领地内不断进行新田开发，其石高在17世纪末已达到57000石，但仍然入不敷出，为此第六代藩主大村纯庸自1719年起便开始推行一系列改革来提升税收并偿还债务，同时引入番薯等作物来替代由于领地内多山而不适合种植的水稻。到19世纪中叶，大村藩的石高进一步上升至59000石
明治维新时，末代藩主大村纯熙积极支持倒幕，同萨摩藩、长州藩等倒幕运动主力关系密切，在鸟羽伏见之战中曾派兵参战。战后，大村藩被给予30000石的奖赏。
废藩置县后，末代藩主之子大村纯雄在贵族院担任议员。。此后，纯雄的侄子大村纯英获得少将军衔，并在甲午战争和日俄战争中立有功勋。